# شبح اپرا (فیلم ۱۹۹۸)
شبح اپرا (انگلیسی: The Phantom of the Opera) یک فیلم ترسناک به کارگردانی داریو آرجنتو است که در سال ۱۹۹۸ منتشر شد. از بازیگران آن می‌توان به جولیان سندز و آزیا آرجنتو اشاره کرد.